# 19. Deutscher Bundestag
Der 19. Deutsche Bundestag bestand vom 24. Oktober 2017 bis zum 26. Oktober 2021. Er wurde durch die Bundestagswahl 2017 vom 24. September 2017 gewählt und hatte 709 Mitglieder. Seine konstituierende Sitzung fand am 24. Oktober 2017 statt, 30 Tage nach der Wahl und damit zu dem nach Art. 39 Abs. 2 des Grundgesetzes spätestmöglichen Zeitpunkt. Erst damit endete gemäß Art. 39 Abs. 1 S. 2 des Grundgesetzes die Wahlperiode des 18. Deutschen Bundestages.
Mit der konstituierenden Sitzung des 20. Deutschen Bundestages am 26. Oktober 2021 endete die Wahlperiode des 19. Deutschen Bundestages.

## Mitglieder des Bundestages
- LINKE: 69
- SPD: 152
- GRÜNE: 67
- CDU/CSU: 245
- FDP: 80
- AfD: 87
- fraktionslos: 9

Dem 19. Deutschen Bundestag gehörten 709 Mitglieder an. Sie erwarben gemäß § 45 Abs. 1 S. 1 BWahlG ihr Mandat mit der Eröffnung der ersten Sitzung nach der Wahl. Der 19. Deutsche Bundestag hatte 78 Abgeordnete mehr als der 18. Deutsche Bundestag bei dessen erster Sitzung und 111 mehr Abgeordnete als die gesetzliche Mitgliederzahl von 598 (§ 1 Abs. 1 S. 1 BWahlG). Er war der bis dahin größte Bundestag in der deutschen Geschichte, bedingt durch 46 Überhangmandate und 65 notwendige Ausgleichsmandate. Zugleich ist er eine der größten Parlamentskammern einer westlichen Demokratie (das britische House of Lords ist allerdings mit 810 Abgeordneten größer, ebenso die zwei Kammern des italienischen oder des französischen Parlaments zusammengenommen).

### Parteizugehörigkeit
Gewählt wurden insgesamt 246 Mitglieder der Unionsparteien, 153 Mitglieder der SPD, 94 Mitglieder der Alternative für Deutschland (AfD), 80 Mitglieder der FDP, 69 Mitglieder der Linken und 67 Mitglieder von Bündnis 90/Die Grünen.
Der 19. Deutsche Bundestag ist der erste seit der Bundestagswahl 1957, in den (mit der AfD) Mitglieder einer Partei rechts der Unionsparteien gewählt wurden. Allerdings gilt dies nur unter der Annahme, dass die FDP politisch links von der CDU eingeordnet wird, was nicht unumstritten ist. Damals war die rechtsgerichtete DP mit 3,4 % zwar unter der Fünf-Prozent-Hürde geblieben, konnte aber trotzdem in den Bundestag einziehen, weil sie unter Duldung der CDU drei Direktmandate gewinnen konnte. Die AfD kam auf 12,6 %.

#### Fraktionslose Abgeordnete
Die damalige AfD-Parteivorsitzende und sächsische Spitzenkandidatin der AfD Frauke Petry erklärte kurz nach der Wahl, dem 19. Deutschen Bundestag als fraktionslose Abgeordnete angehören zu wollen. Sie war im Wahlkreis Sächsische Schweiz – Osterzgebirge als Direktkandidatin gewählt worden. Am 4. Oktober 2017 erklärte Mario Mieruch seinen Austritt aus der AfD-Fraktion im Deutschen Bundestag. Beide wechselten nach ihren Austritten zur eine Woche vor der Wahl gegründeten Blauen Partei und Petry wurde Parteivorsitzende. Die Blaue Partei löste sich Ende 2019 auf.
Am 26. November 2018 trat der im Bundestagswahlkreis Dortmund I direkt gewählte SPD-Abgeordnete Marco Bülow aus der SPD aus, womit deren Fraktion noch 152 Abgeordnete angehörten. Er trat im November 2020 in Die PARTEI ein und wurde damit deren erster Bundestagsabgeordneter.
Am 17. Dezember 2018 gab Uwe Kamann seinen Austritt aus Partei und Fraktion der AfD bekannt. Am 18. Dezember 2019 trat Lars Herrmann aus AfD-Partei und Fraktion aus und am 27. Januar 2020 erklärte auch Verena Hartmann ihren Austritt.
Kamann und Mieruch traten im September bzw. November 2020 den Liberal-Konservativen Reformern (LKR) bei
Frank Pasemann wurde am 15. November 2020 aus der AfD und damit auch aus der AfD-Bundestagsfraktion ausgeschlossen. Dies gab die Fraktion am 14. Dezember 2020 bekannt.
Am 7. März 2021 gaben Nikolas Löbel und Georg Nüßlein ihren Austritt aus der CDU/CSU-Bundestagsfraktion bekannt. Am 8. März 2021 trat Nüßlein auch aus der CSU aus. Löbel verkündete am selben Tag, sein Bundestagsmandat mit sofortiger Wirkung niederzulegen. Siehe auch: COVID-19-Pandemie in Deutschland#CDU/CSU-Maskenaffäre

### Frauenanteil
Dem 19. Deutschen Bundestag gehörten im Juli 2020 221 Frauen an. Damit lag der Frauenanteil bei etwa 31 % und somit knapp sechs Prozentpunkte niedriger als im 18. Deutschen Bundestag, was Kritik auslöste. Der Bundestag als Vertretung des deutschen Volkes bilde den realen Anteil von etwa 50 % Frauen in der Bevölkerung nicht ausreichend ab. Teilweise wurden Forderungen nach einem Parité-Gesetz geäußert. Den geringsten Frauenanteil besaß mit 11 % die Fraktion der AfD, den höchsten Anteil mit 58,2 % die Fraktion von Bündnis 90/Die Grünen.
Allerdings ist der Frauenanteil der Parteimitglieder der im Bundestag vertretenen Parteien selbst oft geringer: AfD 17,1 %, CSU 20,7 %, FDP 23,7 %, CDU 26,3 %, SPD 32,6 %, Linke 36,4 % und Grüne 40,5 % (Stand: 31. Dezember 2018). Unter Berücksichtigung der Sitzverteilung im 19. Deutschen Bundestag ergab sich im Durchschnitt ein Frauenanteil von etwa 29 % unter den Mitgliedern der die Abgeordneten entsendenden Parteien. Somit sind Frauen unter den Abgeordneten im Verhältnis zu den Parteien, von denen diese aufgestellt werden, leicht überproportional repräsentiert.

### Religionszugehörigkeit
Rund 61 % des 19. Bundestages hatten ein christliches Religionsbekenntnis. 21 % machten dazu keine Angabe und 16 % waren nicht religiös oder bekannten sich nicht zu einer der genannten Konfessionen. 1,6 % der Abgeordneten hatten eine andere Religion. In der Gesamtbevölkerung bekannten sich 2019 rund 55 % zum Christentum, rund 39 % waren konfessionslos, die restlichen 6 % bekannten sich zu einer anderen Religion.

## Konstituierende Sitzung
Der 18. Deutsche Bundestag hatte auf Vorschlag seines Präsidenten Norbert Lammert (CDU) die Geschäftsordnung des Deutschen Bundestages am 1. Juni 2017 dahingehend geändert, dass der Alterspräsident nicht mehr wie seit 1949 der an Lebensjahren älteste anwesende Abgeordnete ist, sondern das am längsten dem Bundestag angehörende anwesende Mitglied. Damit hätte nicht Wilhelm von Gottberg (AfD) als ältester Abgeordneter, sondern Wolfgang Schäuble (CDU), der dem Deutschen Bundestag seit 1972 angehört, die erste Sitzung eröffnet.
Da Schäuble für das Amt des Bundestagspräsidenten vorgeschlagen war, verzichtete er auf die Alterspräsidentschaft; stattdessen kam Hermann Otto Solms (FDP) mit der zweitlängsten Zugehörigkeit zum Bundestag (1980–2013) zum Zuge. Die konstituierende Sitzung wurde daher von Solms eröffnet. Dem widersprach die AfD-Fraktion und beantragte, einen Versammlungsleiter zu wählen mit der ausschließlichen Aufgabe, die Abstimmung über die Geschäftsordnung des Bundestages zu leiten und danach die Amtsführung an den nach der dann geltenden Geschäftsordnung bestimmten Alterspräsidenten zu übergeben. Der Antrag wurde mit den Stimmen aller Fraktionen bei Zustimmung der AfD-Fraktion abgelehnt.

## Präsidium
Das Präsidium des 19. Deutschen Bundestages bestand aus Wolfgang Schäuble (CDU) und seinen Stellvertretern (auch: Vizepräsidenten) Hans-Peter Friedrich (CSU), Thomas Oppermann, später Dagmar Ziegler (SPD), Wolfgang Kubicki (FDP), Claudia Roth (Bündnis 90/Die Grünen) und Petra Pau (Die Linke). Die sechs während der Legislatur von der AfD aufgestellten Kandidaten (Albrecht Glaser, Mariana Harder-Kühnel, Gerold Otten, Paul Podolay, Karsten Hilse, Harald Weyel) verfehlten jeweils in mehreren Wahlgängen die erforderliche Mehrheit. Um gewählt zu werden, musste ein Kandidat im ersten oder zweiten Wahlgang die Stimmen von mehr als der Hälfte der Abgeordneten des 19. Deutschen Bundestags, in einem dritten Wahlgang mehr als die Hälfte der abgegebenen Stimmen auf sich vereinen.
Nach dem Tod von Vizepräsident Thomas Oppermann wurde Dagmar Ziegler am 26. November 2020 zu seiner Nachfolgerin gewählt.

## Forderung nach Obergrenze für Bundestagsabgeordnete
Angesichts der Abgeordnetenzahl forderte Hermann Otto Solms in seiner Rede als Alterspräsident am 24. Oktober 2017 eine Verkleinerung des Parlamentes und eine diesbezügliche Obergrenze. 2020 beschloss der Bundestag eine Änderung des Wahlrechts, die zwar keine Obergrenze einführt, die Vergrößerung des Parlaments aber eindämmen soll.

## Arbeit in den Ausschüssen des Bundestags
Die Abgeordneten arbeiten in zahlreichen Ausschüssen des Bundestags, siehe dazu die Liste unter Bundestagsausschüsse des 19. Deutschen Bundestages.

## Untersuchungsausschüsse des Bundestags
Beantragt wurde die Einsetzung folgender Untersuchungsausschüsse:
| Datum             | Thema                                                             | beantragende Fraktion            | Antrag (Drucksache) | Ergebnis                                                 | Anmerkung |
| ----------------- | ----------------------------------------------------------------- | -------------------------------- | ------------------- | -------------------------------------------------------- | --- |
| 17. Januar 2018   | Anschlag auf den Berliner Weihnachtsmarkt an der Gedächtniskirche | CDU/CSU, SPD                     | 19/455              | angenommen                                               | |
| 30. Mai 2018      | „Asyl- und Migrationspolitik“                                     | AfD                              | 19/2392             | nicht angenommen (erledigt durch Ablauf der Wahlperiode) | Der Antrag wurde am 7. Juni 2018 in erster Lesung im Plenum beraten und anschließend zusammen mit dem Antrag 19/2524 der FDP an den Ausschuss für Wahlprüfung, Immunität und Geschäftsordnung überwiesen. Dieser empfahl, den Antrag abzuweisen. |
| 5. Juni 2018      | „BAMF“                                                            | FDP                              | 19/2524             | nicht angenommen (erledigt durch Ablauf der Wahlperiode) | Der Antrag wurde am 7. Juni 2018 in erster Lesung im Plenum beraten und anschließend zusammen mit dem Antrag 19/2392 der AfD an den Ausschuss für Wahlprüfung, Immunität und Geschäftsordnung überwiesen. Dieser empfahl, den Antrag abzuweisen. |
| 22. Oktober 2019  | „Pkw-Maut“                                                        | Bündnis 90/Die Grünen, FDP Linke | 19/14290            | angenommen                                               | |
| 9. September 2020 | „Wirecard“                                                        | Bündnis 90/Die Grünen, FDP Linke | 19/22240            | angenommen                                               | Der Ausschuss für Wahlprüfung, Immunität und Geschäftsordnung empfahl am 30. September 2020, den Antrag anzunehmen. |

Zudem gab es den 1. Untersuchungsausschuss des Verteidigungsausschusses; zum Umgang mit externer Beratung und Unterstützung im Geschäftsbereich des Bundesministeriums der Verteidigung (2019–2020).

## Statistiken
In der 19. Legislaturperiode wurden 864 Gesetzesvorlagen in den Bundestag eingebracht, davon 486 von der Regierung. 524 wurden vom Parlament auch verabschiedet, im 18. Deutschen Bundestag waren es 555. Der Bundestag trat dafür 227 Mal zusammen (18. Legislatur 245 Mal), wobei die längste Sitzung bis 2:30 Uhr dauerte (18. Legislatur bis 2:01 Uhr), dabei kam es zu 236 namentlichen Abstimmungen und es wurden 30.832 Drucksachen produziert (18. Legislatur 213 namentliche und 13.705 Drucksachen). Bundestagsausschüsse tagten rund 2800 Mal, etwa 100 mehr als in der 18. Legislatur. Ordnungsrufe wurden 47 erteilt, so viel wie seit der 11. Legislatur nicht mehr, und die Immunität in 25 Fällen aufgehoben. Das waren 21 Fälle mehr als in der 18. Legislaturperiode.